# Rusa II

L'Urartu sous les règnes des rois Rusa II et Sarduri III.

Rusa II  ou  Rousa II est roi de l'Urartu de 685 à 645 av. J.-C.. Il est le fils d'Argishti II.
Il reconstitue son territoire et construit une nouvelle capitale à Rushahinili. Il développe l'élevage et l'agriculture. Pendant son règne, l'Urartu est une des grandes puissances de l'époque. Il bâtit d'impressionnantes forteresses à Toprakkale près de Van, Karmir-Blur et Bastam, sites qui sont aujourd'hui les principales sources de connaissance sur la culture des Urartéens.
Il a un enfant, Sarduri III, qui lui succède.